# Zagubione dni
Zagubione dni (ang. Random Harvest) – amerykański film z 1942 roku w reżyserii Mervyna LeRoya.

## Fabuła
Film opowiada o losach pana Rainiera (Ronald Colman), który utraciwszy pamięć po urazie nerwowym, poszukuje swojej tożsamości z użyciem ważnego rekwizytu (łączącego różne wątki akcji), którym jest znaleziony w kieszeni tajemniczy klucz.

## Obsada
- Ronald Colman jako Charles Rainier/"Smithy"
- Greer Garson jako "Paula Ridgeway"/Margaret Hanson
- Philip Dorn jako doktor Jonathan Benet
- Susan Peters jako Kitty Chilcet
- Henry Travers jako doktor Sims
- Reginald Owen jako Biffer
- Bramwell Fletcher jako Harrison
- Rhys Williams jako Sam
- Una O'Connor jako właścicielka sklepu
- Aubrey Mather jako Sheldon
- Margaret Wycherly jako pani Deventer
- Arthur Margetson jako Chetwynd Rainier
- Melville Cooper jako George Rainier
- Alan Napier jako Julian Rainier
- Jill Esmond jako Lydia Rainier
- Ivan F. Simpson jako wikary
- Ann Richards jako Bridget
- Norma Varden jako Julia
- Marie De Becker jako żona wikarego
- Charles Waldron jako pan Lloyd
- Elisabeth Risdon jako pani Lloyd
- Clifford Severn jako Albert (niewymieniony w czołówce)

## Nagrody i nominacje
| Nazwa nagrody | Wygrane       | Nominacje |
| ------------- | ------------- | --- |
| Oscar         | bez rezultatu | 1943 Najlepszy film wytwórnia Metro-Goldwyn-Mayer Najlepszy aktor pierwszoplanowy Ronald Colman Najlepsza aktorka drugoplanowa Susan Peters Najlepszy reżyser Mervyn LeRoy Najlepsza muzyka w dramacie lub komedii Herbert Stothart Najlepsza scenografia - filmy czarno-białe Cedric Gibbons, Edwin B. Willis, Jack D. Moore, Randall Duell Najlepszy scenariusz Arthur Wimperis, Claudine West, George Froeschel |

## Wyróżnienia
| Rok wyróżnienia | Amerykański Instytut Filmowy                                   | Miejsce     |
| --------------- | -------------------------------------------------------------- | ----------- |
| 2002            | Lista 100 najlepszych amerykańskich melodramatów wszech czasów | 36. miejsce |

## Odbiór
Jan Józef Szczepański stwierdził, że nie uważa tego filmu za dobry. Według niego nie ma w nim niczego, co by na lata utkwiło w pamięci, niczego co by wyraźnie irytowało, niczego co by mogło obudzić prawdziwy zachwyt (z wyjątkiem oczywiście pełnej wdzięku Greer Garson). Rola Ronalda Colmana, który odtwarza głównego bohatera, została potraktowana płytko, z wyjątkiem interesująco odtworzonego zagrania człowieka dotkniętego ciężkim urazem nerwowym. Perypetie duchowe ukazano powierzchownie, nawet kwestia utraty dziecka nie budzi żadnych refleksji. 